# Rivera de Lácara
La rivera de Lácara, también llamada río Lácara, es un río del oeste de la península ibérica perteneciente a la cuenca hidrográfica del Guadiana, que discurre por Extremadura (España).

## Curso
La cabecera del Lácara está formada por varios arroyos que descienden de la estribaciones meridionales de la sierra de San Pedro, en la provincia de Cáceres, que se unen en el embalse de Horno Tejero. El río discurre en dirección norte-sur hasta el paraje del dolmen del prado de Lácara, donde gira en dirección suroeste, manteniendo esta dirección hasta el embalse de los Canchales, donde vuelve a girar en dirección sur hasta su desembocadura en la margen derecha del río Guadiana, cerca de la localidad de Barbaño. 

## Flora y fauna
Todo el curso alto del Lácara hasta el pantano de los Canchales conforma la Zona Especial de Conservación (ZEC) "Corredor del Lácara". Son importantes sus hábitats de ribera, que se encuentran en excelente estado de conservación, si bien algunos de sus tramos están inventariados como “formaciones especialmente amenazadas” de Extremadura. Entre las especies emblemáticas hay que citar el galápago europeo y la cigüeña negra.